# Get Fuzzy
Pour les articles homonymes, voir Fuzzy.
Get Fuzzy est un comic strip humoristique américain créé par Darby Conley qui raconte les aventures de Rob Wilco et de ses deux animaux de compagnie, le chat siamois Bucky, et le chien Satchel.
L'humour de Get Fuzzy joue principalement sur le caractère cynique et excessif du chat Bucky, ainsi que sur ses antagonismes avec son compagnon, le simplet Satchel, ou avec d'autres personnages récurrents tel le furet Fungo.